# Filter (tidskrift)

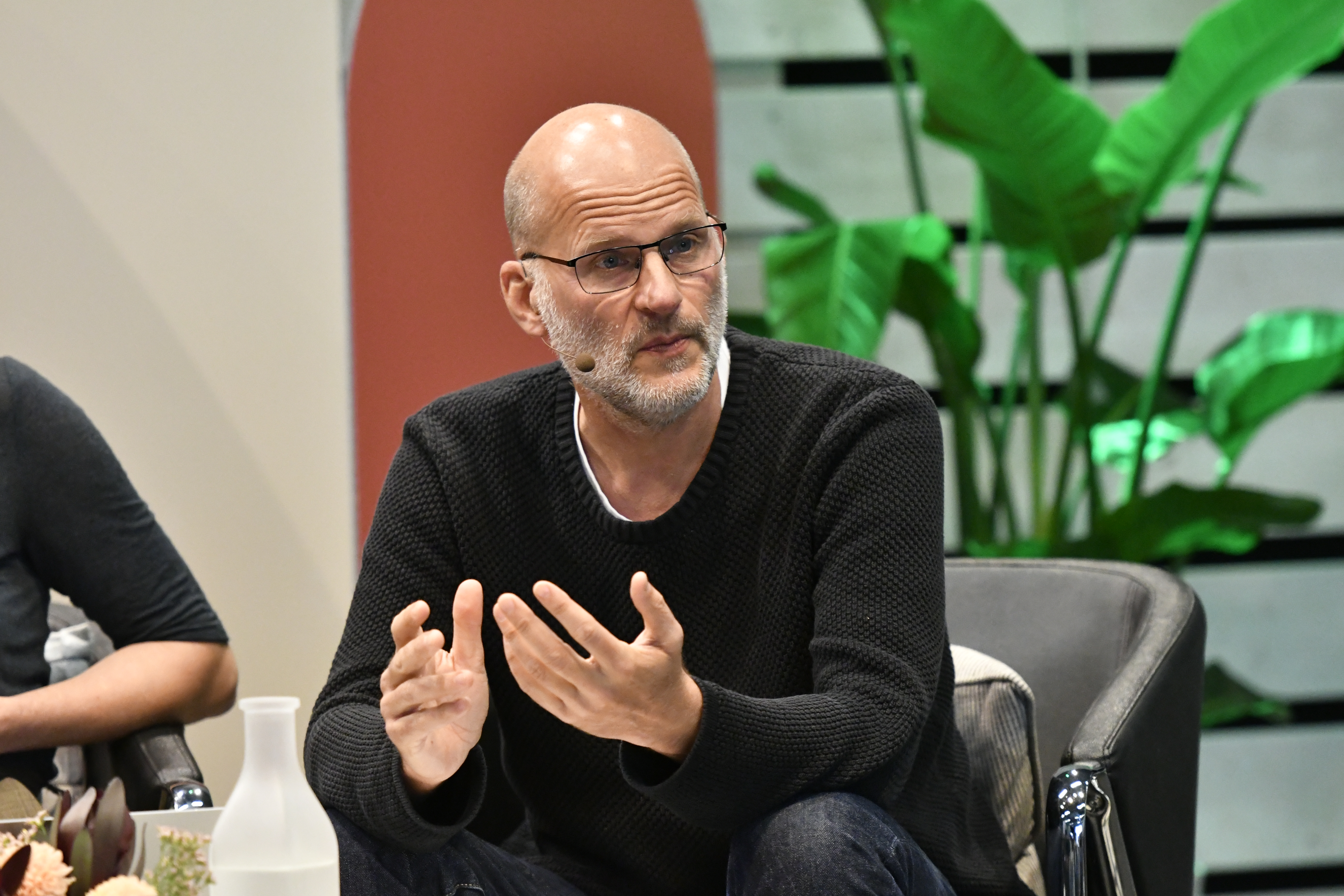
Mattias Göransson, chefredaktör, 2024.

Filter är en tidskrift som ges ut varannan månad av Offside Press (även utgivare av tidskriften Offside). Filters första nummer gavs ut i mars 2008.
Chefredaktörer är Mattias Göransson och Christopher Friman. Namnet syftar på Filters ambition att filtrera "guldkorn ur den breda händelsefloden". Tidningen har tio ämnen som alltid ska finnas med.
Antalet läsare beräknas vara 75 000 per nummer enligt Orvesto 2024.
Huvudfokus ligger på artiklar och ämnen med anknytning till Sverige. 

## Artiklar och reportage
Filters första från mars 2008 innehöll bland annat Susan Caseys reportage Vi drunknar i plast och Erik Almqvists reportage Jakten på stjärnan om Guide Michelins besök på Thörnströms kök.
Nummer 24, utgivet januari 2012, behandlade temat Tjockare än vatten inför prinsessan Estelles födelse. Artikeln belyser med några kända exempel hur stor betydelse agnatisk härstamning och kognatisk härstamning har. Det gäller ej blott inom monarkin och adeln, utan även inom näringslivet i vår samtid. Avsikten var att väcka debatt om monarki kontra republik och närliggande teman. Dessutom berörs motsatsvis frågan om betydelsen av "förtjänst och skicklighet".
I Filter nummer 62, utgiven i maj 2018, publicerades en artikelserie i vilken journalisten Thomas Pettersson framför teorin om den så kallade Skandiamannen som gärningsman i mordet på Olof Palme.
I nummer 63 som utkom i augusti 2018 publicerades ett reportage av Madelene Pollnow med titeln Omgiven av idioti, som handlar om Thomas Eriksons bok Omgiven av idioter. Reportaget är ett kritiskt granskande av Eriksons storsäljande bok som baserar sig på beteendevetenskapliga teorier som sedan ett halvt decennium tillbaks betraktas som obsoleta. Pollnows artikel är en av tidningen mest lästa hittills.
I Filter nummer 70, utgiven i september 2019, publicerades reportaget Ohörda rop av Ola Sandstig där bland annat två av de tidigare apatiska flyktingbarnen intervjuas.